# Gierłoż (przystanek kolejowy)
Gierłoż – zlikwidowany przystanek osobowy w Gierłoży na linii kolejowej nr 259, w województwie warmińsko-mazurskim, w powiecie kętrzyńskim, w Polsce.
Zamknięty w 1945 roku, zlikwidowany po 1959 roku.